# Bathypalaemonella
Bathypalaemonella is een geslacht van kreeftachtigen uit de klasse van de Malacostraca (hogere kreeftachtigen).

## Soorten
- Bathypalaemonella adenensis Cleva, 2001
- Bathypalaemonella delsolari Wicksten & Méndez G., 1983
- Bathypalaemonella hayashii Komai, 1995
- Bathypalaemonella humilis Bruce, 1966
- Bathypalaemonella pandaloides (Rathbun, 1906)
- Bathypalaemonella serratipalma Pequegnat, 1970
- Bathypalaemonella texana Pequegnat, 1970
- Bathypalaemonella zimmeri Balss, 1914